# لايتستورم إنترتينمنت
لايتستورم إنترتينمنت (بالإنجليزية: Lightstorm Entertainment)‏ هي شركة إنتاج أفلام أمريكية، تأسست في 1990، يقع مقرها في سانتا مونيكا، كاليفورنيا، تم تأسيسها بواسطة جيمس كاميرون، وLawrence Kasanoff ‏.

## روابط خارجية
- لايتستورم إنترتينمنت على موقع IMDb (الإنجليزية)